# V라이너
《V라이너》(Vliner)는 2001년 다이나(Dyna)가 제작한 슬롯머신 게임이다. 네오지오로 이식 된 게임이기도 하다.

## 개요
체리 마스터를 제작하는 다이나가 1998년에 네오지오 포켓을 이식해 제작한 네오 체리 마스터를 에뮬로도 제작하였다. 3년 후, 다이나는 네오지오의 제휴사인 프레자 소프트와 협상하여 네오지오를 이식해서 만든 슬롯머신 게임이 바로 V라이너라는 게임이다.

## 게임 방법
5개 슬롯이 있고 1개의 슬롯에서 3개만 볼 수 있다. 기본 5베팅으로 一자 3개와 V자의 대각선 2개가 있다.

## 점수
- 세븐 = 1000점
  - 4개 = 200점
  - 3개 = 70점
- 바 = 600점
  - 4개 = 150점
  - 3개 = 50점
- 수박 = 400점
  - 4개 = 100점
  - 3개 = 30점
- 벨 = 300점
  - 4개 = 60점
  - 3개 = 20점
- 코코넛 = 200점
  - 4개 = 40점
  - 3개 = 10점
- 망고 = 150점
  - 4개 = 20점
  - 3개 = 7점
- 앵두 = 100점
  - 4개 = 10점
  - 3개 = 4점
  - 2개 = 2점

## 보너스
- 벨의 JP글자가 보이면 잿팟의 점수를 얻을 수 있다.
- 보너스가 붙어있는 앵두가 3개가 당첨되면 보너스게임이 주어진다 처음부터 5배로 시작해서 12개,15배,20배,30대 순서로 시작한다. 성공할수록 당첨률이 낮아진다.

## 더블 게임
- "A~6"는 낮음,"8~K"는 높음이다. 7는 생략 혹은 패배로 설정한다.

## 같이 보기
- 트레져 아일랜드
- 슈퍼 트레저 아일랜드
- 체리 마스터
- 슬롯 머신